# Sent Germer de Tarçac
Sent Germer (en francès Saint-Germé) és un municipi francès situat al departament del Gers i a la regió d'Occitània.

## Demografia
| 1962                                       | 1968 | 1975 | 1982 | 1990 | 1999 | 2006 |
| ------------------------------------------ | ---- | ---- | ---- | ---- | ---- | ---- |
| 511                                        | 508  | 523  | 488  | 471  | 443  | 486  |
| Des de 1962: població sense dobles comptes |      |      |      |      |      |      |

## Administració
| Període   | Identitat      | Partit |
| --------- | -------------- | ------ |
| 2001-2008 | Robert Beulac  | PS     |
| 2008-     | Lionel Granier |        |